# 染付

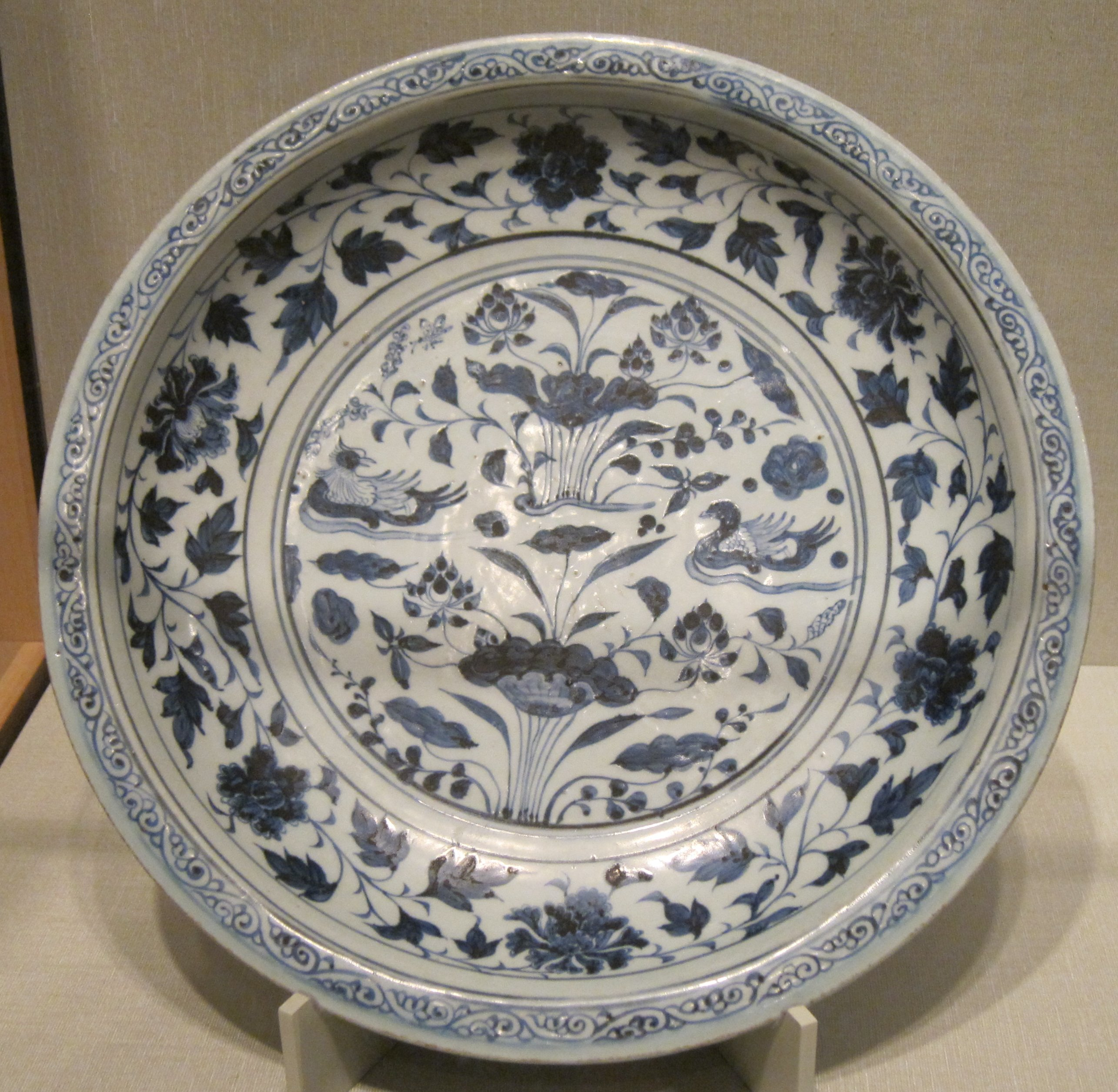
青花蓮池水禽文大盤 中国・元時代（ホノルル美術館蔵）

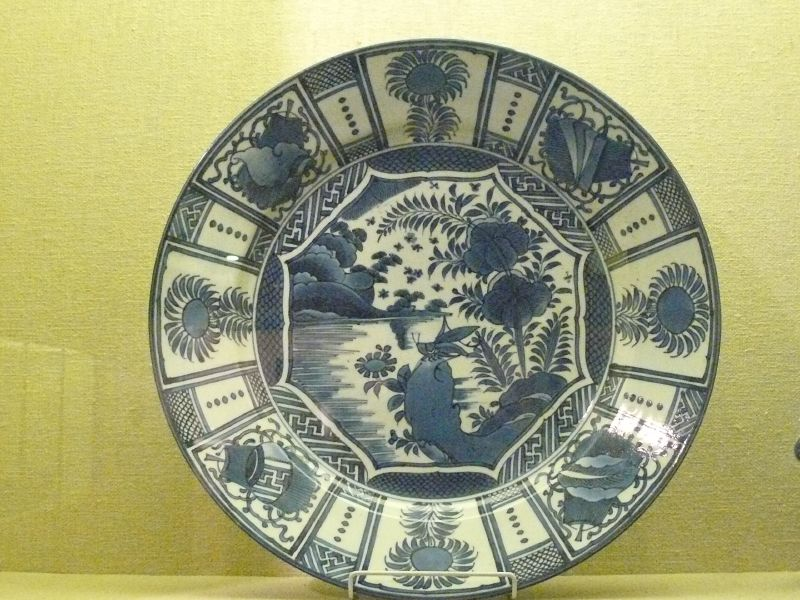
伊万里 染付皿（芙蓉手）

染付（そめつけ、英: blue and white）とは、白色の胎土で成形した素地の上に酸化コバルト(II)を主とした絵の具で模様を絵付し、その上に透明釉をかけて高温焼成した陶磁器。おもに磁器で、模様は藍青色に発色する。
中国語では「青花瓷（せいかし、拼音: qīng huā cī）」、または「釉裏青（ゆうりせい、拼音: yòu lǐ qīng）」という漢字表記で書いている。

## 概要
透明釉の下に発色層がある釉下彩技法の一種である。 同じ酸化コバルトの発色であるが、低温釉を使った唐三彩の藍彩などは染付ではない。この絵の具の材料は、日本では呉須（ごす）と呼んでいる。江戸時代には、茶碗薬とも呼んだ。
コバルトを含むこの材料は、中国でも輸入品が多く、元末から明初では西南アジアから輸入されたスマルト、蘇麻離青または蘇勃泥青とよばれる濃い藍のガラスを使用していた。その後も外国から輸入される材料を回青と呼んでいる。また、中国国内で産出する土青、石青などと呼ばれる呉須も使用されるようになった。近代以降はドイツ産などの人造コバルトも多く使用されている。
日本では、磁土を一度素焼きしてから、呉須で図柄を描き、その上から透明釉を掛けて再度焼成（本焼き）するのが一般的である。中国では、素焼きをしていない素地に呉須で図柄を描き、その上から透明釉を掛けて焼成する技法（生掛け）が原則である。ただし、極端に薄い磁器は素焼きをするし、生掛けは初期伊万里でもみられる。

## 歴史と影響

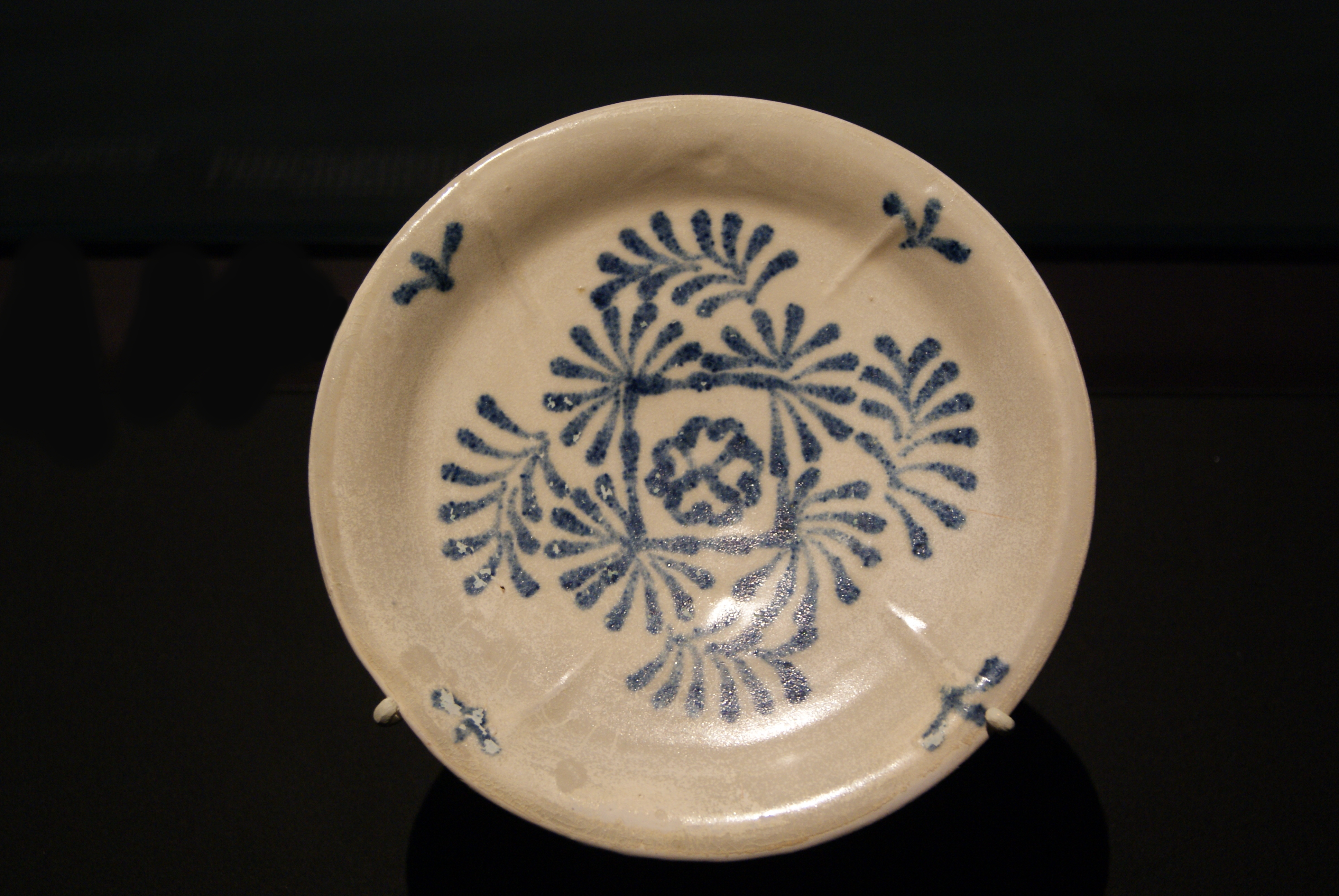
中国・唐時代　インドネシア沈没船出土

唐時代後期の9世紀ころとされる、インドネシアでの沈没船から発見された染付小皿がある。河南省の窯からも9世紀とされる同様な染付陶片が発見されている。元時代から景徳鎮窯で盛行し、15世紀には、李氏朝鮮、ベトナムなどに広まった。日本では17世紀に伊万里焼が作り始めた。オランダのデルフト焼の多くは釉下彩であり、染付軟質陶器である。また、デンマークのロイヤルコペンハーゲンの製品は染付磁器である。